# Хейнс, Джон Мичинер
Джон Ми́чинер Хейнс (англ. John Michiner Haines; 1 января 1863, округ Джаспер, Айова — 4 июня 1917, Бойсе, Айдахо) — 10-й губернатор Айдахо.

## Биография
Джон Мичинер Хейнс родился 1 января 1863 года в округе Джаспер штата Айова. После получения среднего образования Хейнс поступил в квакерский Университет Уильяма Пенна. Позднее он переехал в городок Френд в Небраске, где два года проработал в банке. После этого Хейнс вновь переехал, на этот раз в городок Ричфилд в округе Мортон штата Канзас.
Политическая карьера Хейнса началась с должности заместителя секретаря округа Мортон. В 1889 году он был выбран окружным регистратором актов (аналог заведующего БТИ в России). В результате общенационального экономического спада того времени Хейнс лишился части недвижимых активов. Он был вынужден переехать в Айдахо, чтобы основать новую компанию по управлению недвижимостью. В 1907 году он избрался мэром столицы Айдахо, Бойсе.
В 1912 году Хейнс победил на губернаторских выборах Айдахо от республиканской партии. За время его правления были созданы совет штата по образованию и комиссия по коммунальным услугам. Когда обнаружилось, что бывший губернатор Айдахо Уилли прозябает в Калифорнии в бедности и болезнях, легислатура штата предложила, а Хейнс утвердил ему выплату пособия. Губернаторство Хейнса было омрачено скандалом, который разразился из-за вскрывшихся махинаций казначея штата. Хейнсу не удалось переизбраться на второй срок, после чего он вернулся к управлению недвижимостью.
Джон Хейнс был женат на Мэри Симонс. Он скончался 4 июня 1917 года в возрасте 54 лет.